# 구아넬링사우루스

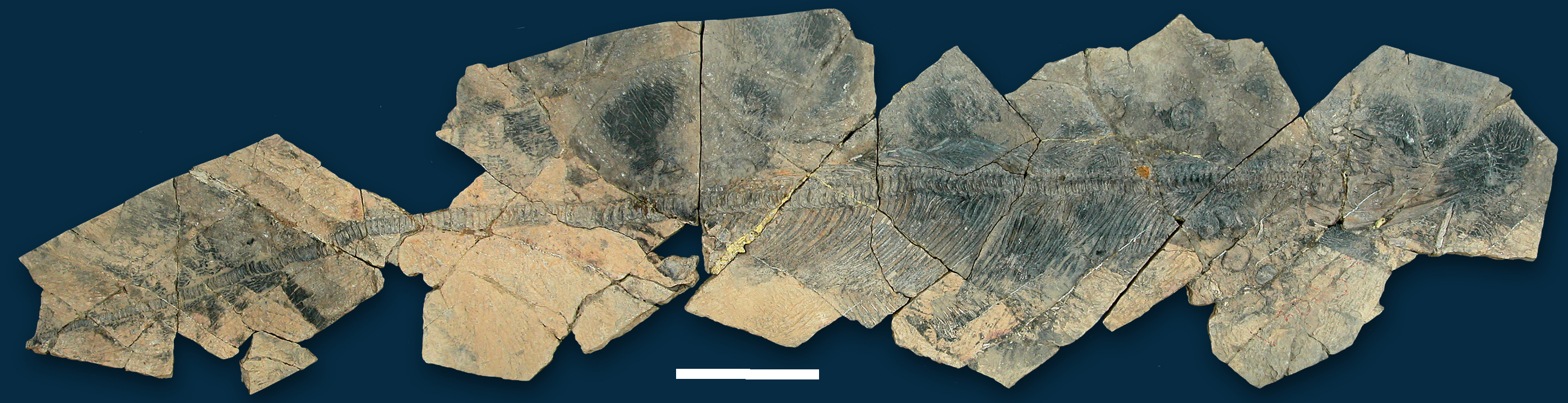

구아넬링사우루스(학명:Guanlingsaurus liangae)는 어룡목 메리아모사우루스과에 속하는 어룡이다. 지금은 멸종된 종으로서 전체적인 몸길이가 10m인 거대한 어룡에 속한다.

## 특징
구아넬링사우루스(Guanlingsaurus)는 중국 후기 트라이아스기(Late Triaghi)의 샤스타사우리드 어크시어사우르스의 멸종된 속으로 최고 10미터까지(33피트)의 길이에서와 이빨이 약간 빠진 짧은 주둥이가 있는 넓고 삼각형 모양의 두개골이 컸다. 구이저우 지방에 있는 관링 현 카니안 시대 팔랑 형성에서 발견된 단일 종인 관링사우루스 량개로부터 알려져 있다. 그 종과 종들은 2000년에 처음으로 불완전한 성인의 골격의 기초로 선정하였다. 2011년에는 좀 더 완전한 해골이 묘사되었고 2013년에는 청소년에게 속하는 완전한 해골이 묘사되었다. 2011년에 구아놀링사우루스 량애는 구아놀링사우루스보다 더 완전한 화석으로 알려진 북아메리카의 두 종을 포함하는 샤스타사우루스 속에 재지정되었다. 그러나 2013년에 해당 종의 청소년기로 추정되는 표본에 대한 설명으로 G. 량개(G. 량개)를 샤스타사우루스(Shastasaurus) 종과 구별 짓게 하는 여러 특징이 드러나면서 명칭이 부활됐다. 다른 어룡들에 비해 눈이 머리 위로 솟아있는 모습을 가지고 있으며 이것은 구아넬링사우루스가 다른 어룡에 비해 확연히 차이가 나는 구아넬링사우루스만의 특징이 된다. 또한 양턱에는 총 25~30개의 톱니 모양을 가진 이빨들이 나 있으며 이를 통해 먹이를 사냥했을 것으로 보인다. 먹이로는 당대에 서식했던 물고기, 갑각류, 두족류에 작은 어룡까지 잡아먹었던 육식성의 해양 포식자로 추정되는 종이다.

## 생존시기와 서식지와 화석의 발견
구아넬링사우루스가 생존하였던 시기는 중생대의 트라이아스기 후기로서 지금으로부터 2억년전~1억 8000만년전에 생존했었던 종이다. 생존했었던 시기에는 중국을 중심으로 하는 아시아의 서부 태평양과 인도양에서 주로 서식했었던 어룡이다. 화석의 발견은 2000년에 중국의 트라이아스기에 형성된 지층에서 중국의 고생물학자들에 의하여 처음으로 화석이 발견되어 새롭게 명명된 종이다.

## 같이 보기
- 파충류
- 중생대
- 트라이아스기
- 파충류
- 화석